# Kolonijki
 Kolonijki – część miasta Starachowice. Leży w widłach ulic Myśliwskiej i Smugowej, na południu miasta. Wraz z Wanacją tworzy jednostkę urbanistyczną o nazwie Wanacja-Kolonijki.